# Greg Rusedski
Gregory Rusedski, né le 6 septembre 1973 à Pointe-Claire (Québec), est un joueur de tennis canadien et britannique.
Professionnel de 1991 à 2007, il a remporté quinze titres sur le circuit ATP, dont la Coupe du Grand Chelem en 1999, ainsi que le Masters 1000 de Paris-Bercy en 1998. Il a également été finaliste de l'US Open en 1997 et d'Indian Wells l'année suivante.

## Carrière
Il possède la double nationalité canadienne et britannique, sa mère Helen étant née en Angleterre. Son père est Allemand d'origine Polonaise et Ukrainienne. Rusedski a d'abord porté les couleurs du Canada à ses débuts, avant de choisir de représenter le Royaume-Uni à partir du 22 mai 1995.
Rusedski est un joueur réputé pour son jeu d'attaque et pour son service très puissant. Il a d'ailleurs détenu pendant longtemps le record du service le plus rapide avec 239,8 km/h, jusqu'à ce qu'Andy Roddick ne porte ce record à 249,5 km/h en 2004, record étant actuellement détenu par Ivo Karlović avec 251 km/h. Avec 685 aces en 1995, il se classa alors 5e parmi les joueurs du circuit ATP pour le nombre d'aces réalisés en une saison. Il codétient également avec Bill Scanlon le record du nombre de points remporté à la suite : 25, mais aussi le record de doubles fautes de suite : 5.
Entre 1985 et 1990, Greg Rusedski remporte six titres juniors, chez les moins de 14 ans puis chez les moins de 18 ans.
Arrivé sur le circuit professionnel au début des années 1990, Rusedski remporte 15 tournois ATP. Sa plus belle victoire est probablement celle acquise à Paris-Bercy en 1998, lorsqu'il bat Pete Sampras en finale sur le score de 6-4, 7-64, 6-3.
Il a battu 4 fois le no 1 mondial, à chaque fois un joueur différent : Pete Sampras, Gustavo Kuerten, Marat Safin et Lleyton Hewitt.
Il est finaliste à l'US Open en 1997, battu par l'Australien Patrick Rafter. En fin d'année, il atteint les demi-finales de la Coupe du Grand Chelem.

## Parcours dans les tournois duGrand Chelem

### En simple
| Année | Open d'Australie | Open d'Australie | Internationaux de France | Internationaux de France | Wimbledon       | Wimbledon        | US Open         | US Open      |
| ----- | ---------------- | ---------------- | ------------------------ | ------------------------ | --------------- | ---------------- | --------------- | ------------ |
| 1993  | —                | —                | —                        | —                        | 1er tour (1/64) | S. Edberg        | —               | —            |
| 1994  | 1er tour (1/64)  | I. Lendl         | 3e tour (1/16)           | A. Medvedev              | 2e tour (1/32)  | C. Bergström     | 1er tour (1/64) | H. Holm      |
| 1995  | 3e tour (1/16)   | A. Agassi        | —                        | —                        | 1/8 de finale   | P. Sampras       | 1er tour (1/64) | J. Winnink   |
| 1996  | 1er tour (1/64)  | Bo. Becker       | 2e tour (1/32)           | M. Stich                 | 2e tour (1/32)  | B. Steven        | 1er tour (1/64) | H. Dreekmann |
| 1997  | 1er tour (1/64)  | F. Mantilla      | 1er tour (1/64)          | M. Norman                | 1/4 de finale   | C. Pioline       | Finale          | P. Rafter    |
| 1998  | 3e tour (1/16)   | T. Woodbridge    | 1er tour (1/64)          | J. Van Herck             | 1er tour (1/64) | M. Draper        | 3e tour (1/16)  | J. Siemerink |
| 1999  | 2e tour (1/32)   | P. Goldstein     | 1/8 de finale            | M. Filippini             | 1/8 de finale   | M. Philippoussis | 1/8 de finale   | T. Martin    |
| 2000  | —                | —                | 1er tour (1/64)          | S. Doseděl               | 1er tour (1/64) | V. Spadea        | 2e tour (1/32)  | C. Pioline   |
| 2001  | 1/8 de finale    | A. Clément       | 2e tour (1/32)           | F. Santoro               | 1/8 de finale   | G. Ivanišević    | 3e tour (1/16)  | M. Zabaleta  |
| 2002  | 3e tour (1/16)   | T. Henman        | —                        | —                        | 1/8 de finale   | X. Malisse       | 3e tour (1/16)  | P. Sampras   |
| 2003  | —                | —                | 1er tour (1/64)          | N. Davydenko             | 2e tour (1/32)  | A. Roddick       | 1er tour (1/64) | G. Carraz    |
| 2004  | 1er tour (1/64)  | A. Costa         | 1er tour (1/64)          | F. Verdasco              | 2e tour (1/32)  | R. Schüttler     | 1er tour (1/64) | C. Saulnier  |
| 2005  | 2e tour (1/32)   | A. Roddick       | 1er tour (1/64)          | F. Saretta               | 2e tour (1/32)  | J. Johansson     | 1er tour (1/64) | J. Blake     |
| 2006  | —                | —                | 1er tour (1/64)          | P. Capdeville            | 1er tour (1/64) | M. Safin         | 1er tour (1/64) | T. Henman    |

N.B. : à droite du résultat se trouve le nom de l'ultime adversaire.

### En double
| Année | Open d'Australie        | Open d'Australie     | Internationaux de France | Internationaux de France | Wimbledon                | Wimbledon            | US Open                  | US Open            |
| ----- | ----------------------- | -------------------- | ------------------------ | ------------------------ | ------------------------ | -------------------- | ------------------------ | ------------------ |
| 1994  | —                       | —                    | —                        | —                        | 2e tour (1/16) C. Bailey | J. Apell J. Björkman | 2e tour (1/16) D. Nestor | K. Jones M. Lucena |
| 1995  | 2e tour (1/16) G. Raoux | M. Knowles D. Nestor | —                        | —                        | —                        | —                    | —                        | —                  |
| 2006  | —                       | —                    | 1er tour (1/32) T. Zíb   | D. Hrbatý M. Mertiňák    | —                        | —                    | —                        | —                  |

N.B. : le nom du ou de la partenaire se trouve sous le résultat ; le nom des ultimes adversaires se trouve à droite.

## Parcours dans lesMasters 1000
| Année | Indian Wells            | Miami                    | Monte-Carlo          | Rome                     | Hambourg                    | Canada                  | Cincinnati               | Stockholm puis Essen puis Stuttgart puis Madrid | Paris                       |
| ----- | ----------------------- | ------------------------ | -------------------- | ------------------------ | --------------------------- | ----------------------- | ------------------------ | ----------------------------------------------- | --------------------------- |
| 1992  | —                       | —                        | —                    | —                        | —                           | 1/8 de finale A. Agassi | —                        | —                                               | —                           |
| 1993  | 1er tour E. Sánchez     | —                        | —                    | —                        | —                           | 2e tour A. Krickstein   | —                        | —                                               | —                           |
| 1994  | 1er tour A. Gaudenzi    | 1er tour J. Siemerink    | —                    | 1er tour W. Ferreira     | 1er tour A. Olhovskiy       | 1er tour J. Hlasek      | 2e tour M. Chang         | —                                               | —                           |
| 1995  | —                       | —                        | —                    | —                        | —                           | 1er tour M. Joyce       | 2e tour P. McEnroe       | 2e tour M. Rosset                               | —                           |
| 1996  | 1er tour B. Karbacher   | 2e tour J. Björkman      | —                    | 1er tour G. Ivanišević   | —                           | —                       | 2e tour J. Courier       | 2e tour Bo. Becker                              | —                           |
| 1997  | —                       | —                        | —                    | 1er tour A. Portas       | —                           | —                       | 1er tour J. Stark        | 2e tour N. Kiefer                               | 1/4 de finale I. Kafelnikov |
| 1998  | Finale M. Ríos          | 1/8 de finale T. Enqvist | 2e tour Bo. Becker   | 1er tour B. Ulihrach     | 1/8 de finale G. Ivanišević | —                       | —                        | 1/4 de finale J. Björkman                       | Victoire P. Sampras         |
| 1999  | 1/8 de finale T. Henman | 1/8 de finale N. Kiefer  | 2e tour J. Novák     | 2e tour N. Lapentti      | 2e tour A. Berasategui      | —                       | —                        | 1/2 finale R. Krajicek                          | 2e tour A. Costa            |
| 2000  | 2e tour M. Mirnyi       | 1/8 de finale P. Sampras | 1er tour S. Doseděl  | 1er tour F. Vicente      | —                           | —                       | —                        | 1/4 de finale L. Hewitt                         | 1er tour A. Clément         |
| 2001  | 1er tour P. Rafter      | 2e tour D. Prinosil      | 1er tour A. Pavel    | 2e tour W. Ferreira      | 1er tour À. Corretja        | 1er tour C. Moyà        | 1/4 de finale P. Rafter  | 1er tour J. Boutter                             | 1er tour X. Malisse         |
| 2002  | 2e tour J. Boutter      | 2e tour A. Agassi        | —                    | 1er tour S. Galvani      | —                           | 1er tour T. Martin      | 2e tour T. Robredo       | —                                               | —                           |
| 2003  | —                       | —                        | —                    | —                        | —                           | 2e tour R. Federer      | 2e tour A. Clément       | —                                               | —                           |
| 2004  | —                       | —                        | —                    | —                        | —                           | —                       | 1/8 de finale T. Robredo | —                                               | —                           |
| 2005  | 2e tour F. González     | 2e tour T. Johansson     | 1er tour R. Federer  | 1er tour A. Roddick      | 2e tour T. Henman           | 1/2 finale A. Agassi    | 2e tour L. Hewitt        | 1er tour I. Karlović                            | 2e tour N. Davydenko        |
| 2006  | 1er tour S. Wawrinka    | 2e tour J. I. Chela      | 1er tour J. I. Chela | 1/8 de finale A. Roddick | 1er tour G. Simon           | 1er tour M. Youzhny     | 1er tour I. Ljubičić     | —                                               | —                           |

N.B. : sous le résultat se trouve le nom de l’ultime adversaire.